# Campiña del Pisuerga

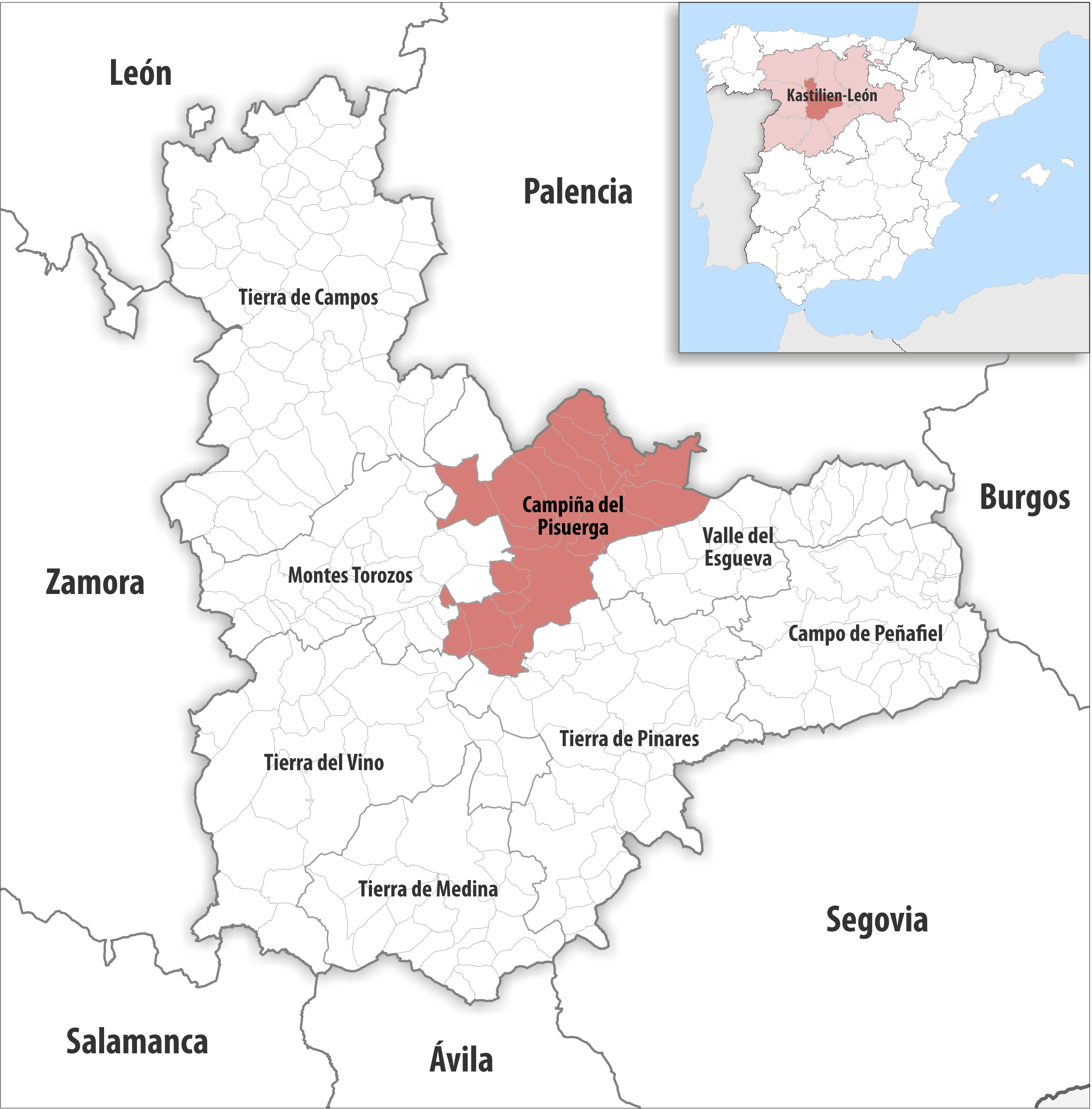
La comarca de la Campiña del Pisuerga, en la provincia de Valladolid.

La Campiña del Pisuerga es una comarca castellana situada en el centro  de la provincia de Valladolid, que hace frontera con el Cerrato palentino. Agrupa a las localidades vallisoletanas que se encuentran en el valle del río Pisuerga, al norte de la capital provincial. A esta comarca pertenecen los vinos con Denominación de Origen Cigales, siendo el municipio de Cigales centro de la comarca.

## Municipios
- Arroyo de la Encomienda
- Cabezón de Pisuerga
- Cigales
- Corcos del Valle
- Cubillas de Santa Marta
- Fuensaldaña
- Geria
- Mucientes
- Quintanilla de Trigueros
- San Martín de Valvení
- Santovenia de Pisuerga
- Simancas
- Trigueros del Valle
- Valladolid
- Valoria la Buena
- Zaratán